# Мартін Бергвольд
Мартін Бергвольд (дан. Martin Bergvold, нар. 20 лютого 1984, Редовре) — данський футболіст, що грав на позиції півзахисника.
Виступав, зокрема, за клуб «Копенгаген», а також молодіжну збірну Данії.
Чотириразовий чемпіон Данії. Дворазовий володар Кубка Данії.

## Клубна кар'єра
Народився 20 лютого 1984 року в місті Редовре. Вихованець юнацьких команд футбольних клубів «Редовре», «БК Аварта» та КБ.
У дорослому футболі дебютував 2002 року виступами за команду «Копенгаген», в якій провів п'ять сезонів, взявши участь у 64 матчах чемпіонату. За цей час тричі виборював титул чемпіона Данії.
Згодом з 2007 по 2017 рік грав у складі команд «Ліворно», «Копенгаген», «Люнгбю», «Есб'єрг», «Вендсюссель» та «Ліворно».
Завершив ігрову кар'єру у команді «ГБ Торсгавн», за яку виступав протягом 2017 року.

## Виступи за збірні
У 2000 році дебютував у складі юнацької збірної Данії (U-16), загалом на юнацькому рівні взяв участь у 40 іграх, відзначившись 2 забитими голами.
Протягом 2004–2006 років залучався до складу молодіжної збірної Данії. На молодіжному рівні зіграв у 18 офіційних матчах, забив 2 голи.

## Титули і досягнення
- Чемпіон Данії (4):

«Копенгаген»: 2002-2003, 2003-2004, 2005-2006, 2010-2011
- Володар Кубка Данії (2):

«Копенгаген»: 2003-2004
«Есб'єрг»: 2012-2013
- Володар Суперкубка Данії (1):

«Копенгаген»: 2004